# Persone di nome Francesco/Avvocati
| Questa pagina contiene informazioni ricavate automaticamente dalle voci biografiche con l'ausilio del template Bio e di un bot. L'aggiornamento è periodico e automatico e ricostruisce completamente la pagina. Se manca una persona in questa lista, sei pregato di non aggiungerla, ma accertati piuttosto che la sua voce biografica contenga il template Bio e che i dati anagrafici siano correttamente compilati. Se il template Bio manca, inseriscilo tu stesso o, in alternativa, metti l'avviso {{tmp\|Bio}} che ne segnala la mancanza. Se i dati riportati sono sbagliati, correggi direttamente la voce biografica; le modifiche saranno visibili in questa lista entro pochi giorni. Per chiarimenti vedi il progetto antroponimi. La lista contiene solo le 56 persone che sono citate nell'enciclopedia e per le quali è stato implementato correttamente il template Bio. Pagina aggiornata al 22 lug 2025. |

Questa è una lista di persone presenti nell'enciclopedia che hanno il nome Francesco e sono avvocati.

## A(4)
- Francesco Aggazzotti, avvocato, agronomo e enologo italiano (Colombaro di Formigine, n. 1811 - Modena, † 1890)
- Francesco Aguglia, avvocato, magistrato e politico italiano (Napoli, n. 1852 - Roma, † 1921)
- Francesco Alimena, avvocato e politico italiano (Cosenza, n. 1836 - Cosenza, † 1902)
- Francesco Andriani, avvocato e politico italiano (Bologna, n. 1895 - † 1971)

## B(4)
- Francesco Antonio Bianchini, avvocato e storiografo italiano (Novara, n. 1774 - Novara, † 1854)
- Francesco Maria Bovio, avvocato e politico italiano (Altamura - Trani, † 1830)
- Francesco Bubani, avvocato e politico italiano (Ancona, n. 1809 - Torino, † 1874)
- Francesco Buffoni, avvocato e politico italiano (Gallarate, n. 1882 - Gallarate, † 1951)

## C(10)
- Francesco Cagnola, avvocato, giornalista e politico italiano (Cassano Magnago, n. 1828 - Lodi, † 1913)
- Francesco Carbonieri, avvocato, patriota e politico italiano (Campagnola Emilia, n. 1809 - Modena, † 1866)
- Francesco Carnelutti, avvocato e giurista italiano (Udine, n. 1879 - Milano, † 1965)
- Francesco Caroleo, avvocato e politico italiano (Catanzaro, n. 1891 - † 1957)
- Francesco Cempini, avvocato e politico italiano (Terricciola, n. 1775 - Firenze, † 1853)
- Francesco Cerabona, avvocato e politico italiano (Aliano, n. 1882 - Napoli, † 1963)
- Francesco Chieco, avvocato e politico italiano (Giovinazzo, n. 1899 - Bari, † 1981)
- Francesco Colitto, avvocato e politico italiano (Carovilli, n. 1897 - Campobasso, † 1989)
- Francesco Compasso, avvocato, giornalista e politico italiano (Cellole, n. 1935 - Cellole, † 1997)
- Francesco Cuzzetti, avvocato e politico italiano (Breno, n. 1812 - Brescia, † 1867)

## D(5)
- Francesco Antonio De Cataldo, avvocato e politico italiano (Bari, n. 1932 - Roma, † 1990)
- Francesco De Luca, avvocato, politico e patriota italiano (Cardinale, n. 1811 - Napoli, † 1875)
- Francesco Angelo Dessì, avvocato, giurista e politico spagnolo (Bortigali, n. 1600 - Cagliari, † 1674)
- Francesco Angelo de Vico, avvocato, storico e politico spagnolo (Sassari, n. 1580 - Madrid, † 1648)
- Luigi de Margherita, avvocato, politico e giurista italiano (Torino, n. 1783 - Torino, † 1856)

## F(6)
- Francesco Faranda, avvocato, politico e giurista italiano (Falcone, n. 1835 - Messina, † 1914)
- Francesco Fasolo, avvocato e funzionario italiano (n. 1462 - Venezia, † 1517)
- Francesco Ferragni, avvocato, scrittore e patriota italiano (Cremona, n. 1802 - Cremona, † 1861)
- Francesco Foti, avvocato e personaggio televisivo italiano (Messina, n. 1950)
- Francesco Arisi, avvocato, poeta e storico italiano (Cremona, n. 1657 - Cremona, † 1743)
- Francesco Franchi, avvocato e patriota italiano (Teramo, n. 1902 - Teramo, † 1980)

## G(3)
- Francesco Gallisai, avvocato e politico italiano (Nuoro, n. 1822)
- Francesco Maria Giunti, avvocato e politico italiano (Sangineto, n. 1808 - Napoli, † 1872)
- Francesco Greco, avvocato e politico italiano (Siracusa, n. 1942 - Catania, † 2018)

## I(1)
- Francesco Innamorati, avvocato e politico italiano (Perugia, n. 1853 - Perugia, † 1923)

## L(2)
- Francesco Libonati, avvocato e politico italiano (Rotonda, n. 1899 - Roma, † 1971)
- Francesco Loda, avvocato e politico italiano (Brescia, n. 1936 - Brescia, † 1997)

## M(5)
- Carlo Mayr, avvocato e politico italiano (Ferrara, n. 1810 - Ferrara, † 1882)
- Francesco Meardi, avvocato e politico italiano (Casei Gerola, n. 1839 - Casei Gerola, † 1909)
- Francesco Medici, avvocato e politico italiano (Bianco, n. 1830 - Reggio Calabria, † 1903)
- Francesco Mele, avvocato, giornalista e politico italiano (Dipignano, n. 1854 - Dipignano, † 1919)
- Francesco Merlino, avvocato, anarchico e politico italiano (Napoli, n. 1856 - Roma, † 1930)

## O(1)
- Francesco Onnis, avvocato e politico italiano (Cagliari, n. 1938 - Cagliari, † 2016)

## P(2)
- Francesco Maria Paolucci, avvocato e politico italiano (Colle Sannita, n. 1818 - Colle Sannita, † 1897)
- Francesco Perroni Paladini, avvocato e politico italiano (Taormina, n. 1830 - Messina, † 1908)

## R(3)
- Francesco Rebecchini, avvocato e politico italiano (Roma, n. 1927 - Roma, † 1988)
- Francesco Rossi, avvocato e politico italiano (Sasso di Bordighera, n. 1863 - Genova, † 1948)
- Francesco Repaci, avvocato e politico italiano (Palmi, n. 1881 - Torino, † 1953)

## S(9)
- Francesco Sanna, avvocato e politico italiano (Iglesias, n. 1965)
- Francesco Antonio Scacciavento, avvocato italiano (Cava dei Tirreni - Napoli)
- Francesco Sebastiani, avvocato e politico italiano (Montorio al Vomano, n. 1827 - Giulianova, † 1878)
- Francesco Spezzano, avvocato e politico italiano (Acri, n. 1903 - Roma, † 1976)
- Francesco Spiera, avvocato italiano (Cittadella, n. 1502 - Cittadella, † 1548)
- Francesco Spirito, avvocato, patriota e politico italiano (San Mango Piemonte, n. 1842 - Napoli, † 1914)
- Francesco Squillace, avvocato e politico italiano (Chiaravalle Centrale, n. 1925 - † 2020)
- Francesco Saverio Starrabba, principe di Giardinelli, avvocato e politico italiano (Palermo, n. 1901 - Palermo, † 1985)
- Francesco Sturbinetti, avvocato, politico e patriota italiano (Roma, n. 1807 - Frascati, † 1865)

## V(1)
- Saverio Francesco Vegezzi, avvocato e politico italiano (Torino, n. 1805 - Torino, † 1888)